# BomVA
De BomVA was de enige Nederlandse Bombardeer Vliegtuig Afdeling. Hij werd in april 1939 door het Ministerie van Defensie opgericht en op Schiphol gestationeerd en stond onder leiding van kapitein J.G. Sissingh. De laatste vlucht werd op 13 mei 1940 bij de Moerdijkbrug uitgevoerd.
De BomVA bestond uit twaalf Fokker T.V vliegtuigen waarvan er negen gevechtsklaar waren. 
Slechts twee vliegtuigen waren als bommenwerper inzetbaar (nummer 850 en 856).  De andere zeven toestellen hadden alleen mitrailleurs aan boord. Alle negen toestellen sneuvelden tijdens de meidagen van 1940 of raakten onklaar. Ieder vliegtuig had vier of vijf bemanningsleden aan boord.

## Acties

### 10 mei 1940
Drie vliegtuigen (nrs 854, 856 en 862) kregen opdracht de Waalhaven aan te vallen. Luitenant-vlieger-waarnemer Willy Künzel was een KNIL-piloot. De 854 en de 862 werden op terugweg bij Oud-Beijerland neergeschoten.
De 855 schoot een Duits vliegtuig neer boven de Kaag en mogelijk nog een vliegtuig bij Utrecht.
Terwijl er bommen op Schiphol vielen, vertrok de 858 op lage hoogte richting IJmuiden. Bij Noordwijk werd een Duitse machine neergeschoten. Het toestel viel in zee. Vervolgens werd de 858 door Duitsers opgejaagd. Ze konden in Vlissingen veilig landen. Op lage hoogte terugvliegend naar Schiphol, werd de benzinetank van de 858 geraakt door luchtafweergeschut. Na een noodlanding op vliegveld Haamstede werd het vliegtuig gecamoufleerd. De bewapening werd later in een ander vliegtuig gebruikt.

### 13 mei 1940
Op 13 mei was de 856 het enige vliegwaardige toestel. Om 04:30 uur kreeg commandant Sissingh opdracht van de Commandant Luchtverdediging, luitenant-generaal Petrus Best, om de 856 te ontdoen van al het misbare, en het te laden met twee bommen van ieder 300 kg. Vlieger Willem Frederik Anceaux moest met zijn bemanning proberen de Moerdijk verkeersbrug daarmee te vernielen. Hij werd door twee G-1 jachtkruisers begeleid. Omdat er laag gevlogen werd, werden gewone landkaarten gebruikt.

Het bombardement was geen succes, één bom miste net zijn doel, de andere ontplofte niet. Op de terugweg werden de 856 en de twee begeleidende vliegtuigen aangevallen door Duitse Messerschmitts. Alleen de G-1 van Jhr Bodo Sandberg kwam heelhuids op Schiphol terug.
Vijf of zes Duitse vliegtuigen werden door hen neergeschoten en minstens zes zwaar beschadigd.
| Nr  | Neergeschoten | Neergeschoten             | Beschadigd | Beschadigd   | Actie                                                                                      | Overlevenden |
| --- | ------------- | ------------------------- | ---------- | ------------ | ------------------------------------------------------------------------------------------ | --- |
| 850 | 2             |                           |            |              | 2x Maasbrug gebombardeerd (gemist) neergeschoten bij Waddinxveen                           | v.d. As en Rozeboom sneuvelen Pierre J G Mulders, Verhagen en Wijnstra overleefden. |
| 853 |               |                           |            |              | na motorpech op Ruigenhoek; niet meer in actie gekomen                                     | |
| 854 |               |                           |            |              | aanval op Ockenburg en Waalhaven neergeschoten bij Oud-Beierland                           | commandant Franciscus Hendrikus Stoovelaar, Willy Joseph Erwin Kuenzel, Adrianus Johannes Gerardus Oostindië en Piet Boon sneuvelden, Den Hartog raakte zwaar gewond. Stoovelaar kreeg postuum het Vliegerkruis.                    |
| 855 | 1 1 ?         | boven de Kaag bij Utrecht | 4          | op Ockenburg | boven zee bij 's-Gravenzande neergeschoten                                                 | Nico Steenbeek, Antonius Henricus Smoolenaars, Herman Vallentgoed en Janse sneuvelden, Ben Swagerman zwom naar de kust. |
| 856 |               |                           |            |              | bombardement Waalhaven, op terugweg bij Ridderkerk neergeschoten                           | Willem Frederik Anceaux (1912), Gerrit Arnold Riemsdijk (1918) en Olaf Douwes Dekker (1917) sneuvelden. Anceaux kreeg postuum het Vliegerkruis.                                                                                     |
| 858 | 1             | de JU 88 bij IJmuiden     |            |              | bij Veere door Nederlands afweergeschut geraakt, noodlanding op Haamstede, geen actie meer | commandant/waarnemer J W van Hengel, vlieger J J Bak, 2de vlieger Rinnert Machiel Draaisma en schutter J W Wevers waren ongedeerd. Draaisma (1917) kwam op 30 mei 1961 om toen de KLM DC-8 PH-DCL in de Atlantische Oceaan verging. |
| 859 |               |                           |            |              | op Schiphol door bom getroffen geen actie                                                  | |
| 862 | 1             | bij Katwijk               | 2          | bij Katwijk  | bombardement Waalhaven, op terugweg bij Ridderkerk neergeschoten                           | Leo Blommesteyn (1913), Groen, Pieter Espeet, Hendricus Kuiper en Joachem Wijnstra sneuvelden. Blommensteyn en Wijnstra kregen postuum het Vliegerkruis.                                                                            |
| 865 |               |                           |            |              | in brand geschoten op vliegkamp De Kooy                                                    | |

## Onderscheidingen
Bernardus Swagerman kwam op 10 mei bij 's-Gravenzande in zee terecht. Hij ontwarde de touwen van zijn parachute, trok zijn lederen vliegersjack en laarzen uit en zwom naar de kust. Op 13 mei verving hij op eigen aandringen zijn getrouwde collega Gerard Ruychrok. Na hun bombardement op de Moerdijkbrug keerden ze terug. Bij Ridderkerk werden het vliegtuig van Swaferman neergeschoten. De hele bemanning kwam om. In 1946 werd hij wegens zijn moed benoemd tot Ridder in de Militaire Willems-Orde.
Het Vliegerkruis werd in 1946 postuum uitgereikt aan:
- Willem Anceaux (1912)[10]
- Leo Blommesteyn (1913)[11]
- Wily Joseph Erwin Künzel (1908)
- ir Pierre Jacques Gesine Mulders (1909)
- Franciscus Hendrikus Stoovelaar (1916)[12]
- Joachem Wijnstra (1918)[13]

Het Kruis van Verdienste werd uitgereikt aan:
- Adrianus Johannes Gerardus Oostindië wegens zijn dapperheid bij het bestrijden van branden op de vliegbasis Schiphol, na de bombardementen in de ochtend van 10 mei 1940 (BK 6 mei 1946).